# Communauté de communes Cœur du Nivernais
 (août 2025).
Si vous disposez d'ouvrages ou d'articles de référence ou si vous connaissez des sites web de qualité traitant du thème abordé ici, merci de compléter l'article en donnant les références utiles à sa vérifiabilité et en les liant à la section « Notes et références ».
La communauté de communes Cœur du Nivernais est une ancienne communauté de communes française, située dans le département de la Nièvre et la région Bourgogne-Franche-Comté.
Elle fait également partie du Pays Nivernais-Morvan.

## Historique
La communauté de communes Cœur du Nivernais est créée par arrêté préfectoral le 31 décembre 1999 pour une prise d'effet officielle au 1er janvier 2000.
En 2011, la commune de Bazolles rejoint l'intercommunalité.
Elle est dissoute au 31 décembre 2016 pour fusionner avec deux autres communautés de communes et former la communauté de communes Amognes Cœur du Nivernais.

## Composition
Elle était composée des communes suivantes :
| Nom                  | Code Insee | Gentilé         | Superficie (km2) | Population (dernière pop. légale) | Densité (hab./km2) |
| -------------------- | ---------- | --------------- | ---------------- | --------------------------------- | ------------------ |
| Saint-Saulge (siège) | 58267      | Saint-Saulgeois | 25,77            | 773 (2014)                        | 30                 |
| Bazolles             | 58024      | Bazollois       | 28,57            | 285 (2014)                        | 10                 |
| Bona                 | 58035      | Bonassiers      | 23,24            | 308 (2014)                        | 13                 |
| Crux-la-Ville        | 58092      |                 | 45,56            | 421 (2014)                        | 9,2                |
| Jailly               | 58136      | Jalliacois      | 10,74            | 56 (2014)                         | 5,2                |
| Rouy                 | 58223      |                 | 35,88            | 616 (2014)                        | 17                 |
| Saint-Benin-des-Bois | 58233      | Beninais        | 19,40            | 172 (2014)                        | 8,9                |
| Saint-Franchy        | 58240      |                 | 18,63            | 74 (2014)                         | 4                  |
| Sainte-Marie         | 58253      |                 | 15,64            | 87 (2014)                         | 5,6                |
| Saint-Maurice        | 58257      |                 | 10,39            | 53 (2014)                         | 5,1                |
| Saxi-Bourdon         | 58275      | Saxibordinois   | 18,44            | 307 (2014)                        | 17                 |

## Compétences

### Compétences obligatoires
1. Aménagement de l'espace :
  - Schéma directeur pour l'aménagement de l'espace communautaire ;
  - Schéma des transports des personnes âgées ou handicapées ;
  - Adhésion au syndicat mixte de gestion du pays de Nivernais Morvan et approbation de la charte du pays dont les actions sont reconnues d’intérêt communautaire.
2. Actions de développement économique intéressant l'ensemble de la communauté :
  - Actions de développement économique d'intérêt communautaire : soutien administratif et suivi des porteurs de projets ;
  - Coordination des zones d'activités existantes : mise en relation des artisans du territoire par la création d'un listing ;
  - Aide au maintien du service public : création de deux agences postales intercommunales.

### Compétences optionnelles
1. Politique du logement et du cadre de vie :
  - Rénovation de l'habitat dans le cadre des OPAH ;
  - Intervention dans le domaine social en faveur des personnes âgées, convalescentes ou handicapées : création d'un établissement d’hébergement des personnes âgées dépendantes (EHPAD) ;
  - Contrôle de la gestion du foyer pour personnes âgées, ou future structure (EHPAD) ;
  - Politique en faveur de la jeunesse, de l'enfance et de la petite enfance : contrat Temps Libre et Petite Enfance (accueil périscolaire dans le cadre de ces contrats).
  - Protection et mise en valeur de l'environnement, le cas échéant dans le cadre de schémas départementaux :
  - Collecte, traitement et valorisation des déchets ménagers et assimilés, collecte des encombrants ;
  - Contrôle des installations d'assainissement non collectif existantes ou neuves sans prise en charge du passif des communes de Rouy et Saint Maurice relativement au SIAEP du Bazois.
2. Construction, entretien et fonctionnement d'équipements culturels et sportifs et d'équipements de l'enseignement préélémentaire et élémentaire :
  - Entretien et amélioration et fonctionnement de la salle polyvalente située à Saint Saulge ;
  - Mise en réseau informatique des écoles.

### Compétences facultatives
1. Action touristique dans l'aire du territoire de la communauté de communes :
  - Accueil, information et coordination des acteurs locaux du tourisme, gestion, promotion et renforcement touristique, action en faveur de la pêche ;
  - Sur le site de l'étang du Merle : reprise des compétences exercées antérieurement par le SIVUT (acquisition et exploitation de la base de l'étang du Merle, création d'une base de loisirs nautiques et baignade, VTT, randonnées équestres, toute activité de pleine nature, toute action spécifique de promotion pour la protection, l'entretien et la gestion des espaces naturels compte tenu du cadre particulier de grande qualité, classement de ce site à l'inventaire des zones naturelles d'intérêt écologique, floristique et faunistique (ZNIEFF) de la Nièvre).
2. Politique culturelle :
  - Soutien direct ou indirect aux actions à caractère culturel dans le cadre du caractère intercommunales manifestations se déroulant sur au moins deux communes du territoire.

### Sources
- Le SPLAF (Site sur la Population et les Limites Administratives de la France)
- La base ASPIC